# Arctotideae
Tribu
Classification APG III (2009)
Les Arctotideae sont une tribu de plantes à fleurs dicotylédones de la famille des Asteraceae et de la sous-famille des Cichorioideae.

## Liste des sous-tribus et genres
Selon NCBI (24 juillet 2017) :
- sous-tribu des Arctotidinae
  - genre Arctotheca
    - Arctotheca calendula
    - Arctotheca forbesiana
    - Arctotheca marginata
    - Arctotheca populifolia
    - Arctotheca prostrata

  - genre Arctotis
    - Arctotis acaulis
    - Arctotis adpressa
    - Arctotis angustifolia
    - Arctotis arctotoides
    - Arctotis argentea
    - Arctotis aspera
    - Arctotis auriculata
    - Arctotis bellidifolia
    - Arctotis breviscapa
    - Arctotis campanulata
    - Arctotis canescens
    - Arctotis crispata
    - Arctotis cuprea
    - Arctotis debensis
    - Arctotis decurrens
    - Arctotis dregei
    - Arctotis elongata
    - Arctotis erosa
    - Arctotis fastuosa
    - Arctotis flaccida
    - Arctotis graminea
    - Arctotis gumbletonii
    - Arctotis hirsuta
    - Arctotis hispidula
    - Arctotis incisa
    - Arctotis laevis
    - Arctotis lanceolata
    - Arctotis leiocarpa
    - Arctotis leucanthemoides
    - Arctotis microcephala
    - Arctotis muricata
    - Arctotis perfoliata
    - Arctotis pinnatifida
    - Arctotis reptans
    - Arctotis revoluta
    - Arctotis rotundifolia
    - Arctotis scapiformis
    - Arctotis scapigera
    - Arctotis scullyi
    - Arctotis semipapposa
    - Arctotis stoechadifolia
    - Arctotis sulcocarpa
    - Arctotis venusta
    - Arctotis verbascifolia

  - genre Cymbonotus
    - Cymbonotus lawsonianus
    - Cymbonotus maidenii
    - Cymbonotus preissianus

  - genre Dymondia
    - Dymondia margaretae

  - genre Eremothamnus
    - Eremothamnus marlothianus

  - genre Haplocarpha
    - Haplocarpha lanata
    - Haplocarpha lyrata
    - Haplocarpha nervosa
    - Haplocarpha parvifolia
    - Haplocarpha rueppellii
    - Haplocarpha scaposa
    - Haplocarpha schimperi

  - genre Hoplophyllum
    - Hoplophyllum spinosum
- sous-tribu des Gorteriinae
  - genre Berkheya
    - Berkheya angolensis
    - Berkheya annectens
    - Berkheya bipinnatifida
    - Berkheya canescens
    - Berkheya cardopatifolia
    - Berkheya carduoides
    - Berkheya carlinopsis
    - Berkheya cirsiifolia
    - Berkheya coddii
    - Berkheya coriacea
    - Berkheya cruciata
    - Berkheya cuneata
    - Berkheya echinacea
    - Berkheya eriobasis
    - Berkheya fruticosa
    - Berkheya onobromoides
    - Berkheya pannosa
    - Berkheya pinnatifida
    - Berkheya purpurea
    - Berkheya rhapontica
    - Berkheya rigida
    - Berkheya setifera
    - Berkheya spinosa
    - Berkheya spinosissima
    - Berkheya subulata
    - Berkheya zeyheri

  - genre Berkheyopsis
    - Berkheyopsis pechuelii

  - genre Cullumia
    - Cullumia aculeata
    - Cullumia bisulca
    - Cullumia decurrens
    - Cullumia patula
    - Cullumia rigida
    - Cullumia setosa

  - genre Cuspidia
    - Cuspidia cernua

  - genre Didelta
    - Didelta carnosa
    - Didelta spinosa

  - genre Gazania
    - Gazania caespitosa
    - Gazania ciliaris
    - Gazania heterochaeta
    - Gazania hybrid cultivar
    - Gazania jurineifolia
    - Gazania krebsiana
    - Gazania leiopoda
    - Gazania lichtensteinii
    - Gazania linearis
    - Gazania longiscapa
    - Gazania maritima
    - Gazania pectinata
    - Gazania rigens
    - Gazania rigida
    - Gazania schenckii
    - Gazania serrata
    - Gazania splendens
    - Gazania tenuifolia

  - genre Gorteria
    - Gorteria alienata
    - Gorteria corymbosa
    - Gorteria diffusa
    - Gorteria integrifolia
    - Gorteria parviligulata
    - Gorteria personata
    - Gorteria piloselloides

  - genre Heterorhachis
    - Heterorhachis aculeata

  - genre Hirpicium
    - Hirpicium armerioides
    - Hirpicium bechuanense
    - Hirpicium diffusum
    - Hirpicium echinus
    - Hirpicium gazanioides
    - Hirpicium gorterioides
    - Hirpicium linearifolium
- sous-tribu des Arctotideae incertae sedis
  - genre Heterolepis
    - Heterolepis aliena